# Clermont Foot 63 2023-2024
Questa voce raccoglie le informazioni riguardanti il Clermont Foot nelle competizioni ufficiali della stagione 2023-2024.

## Maglie e divise
| Casa | Trasferta | Terza maglia |

## Rosa
In corsivo i calciatori ceduti durante la stagione
| N. |                    | Ruolo | Calciatore           |
| -- | ------------------ | ----- | -------------------- |
| 1  | Senegal (bandiera) | P     | Massamba N'Diaye     |
| 2  | Algeria (bandiera) | D     | Mehdi Zeffane        |
| 3  | Brasile (bandiera) | D     | Neto Borges          |
| 4  | Polonia (bandiera) | D     | Mateusz Wieteska     |
| 4  | Francia (bandiera) | D     | Chrislain Matsima    |
| 5  | Belgio (bandiera)  | D     | Maximiliano Caufriez |
| 6  | Mali (bandiera)    | D     | Habib Keïta          |
| 7  | Francia (bandiera) | C     | Yohann Magnin        |
| 8  | Francia (bandiera) | C     | Bilal Boutobba       |
| 9  | Serbia (bandiera)  | A     | Komnen Andrić        |
| 10 | Austria (bandiera) | C     | Muhammed Cham        |
| 11 | Gabon (bandiera)   | A     | Jim Allevinah        |
| 12 | Francia (bandiera) | C     | Maxime Gonalons      |
| 15 | Mali (bandiera)    | D     | Cheick Konaté        |
| 16 | Francia (bandiera) | P     | Théo Borne           |

| N. |                     | Ruolo | Calciatore               |
| -- | ------------------- | ----- | ------------------------ |
| 17 | Francia (bandiera)  | D     | Andy Pelmard             |
| 18 | Kosovo (bandiera)   | A     | Elbasan Rashani          |
| 20 | Marocco (bandiera)  | D     | Aïman Maurer             |
| 21 | Francia (bandiera)  | D     | Florent Ogier (capitano) |
| 22 | Francia (bandiera)  | C     | Yoël Armougom            |
| 23 | Giamaica (bandiera) | C     | Shamar Nicholson         |
| 25 | Francia (bandiera)  | C     | Johan Gastien            |
| 26 | Francia (bandiera)  | A     | Alan Virginius           |
| 36 | Ghana (bandiera)    | D     | Alidu Seidu              |
| 40 | Francia (bandiera)  | P     | Ouparine Djoco           |
| 91 | Angola (bandiera)   | A     | Jérémie Bela             |
| 95 | Francia (bandiera)  | A     | Grejohn Kyei             |
| 97 | Francia (bandiera)  | D     | Jérémy Jacquet           |
| 99 | Senegal (bandiera)  | P     | Mory Diaw                |

## Risultati

### Ligue 1

#### Girone di andata
| Arbitro: | Letexier |

|                      |           |                                                   |
| Wieteska 7’ Cham 53’ | Marcatori | 26’ Vanderson 43’, 70’ Ben Yedder 90+3’ Akliouche |

| Arbitro: | Lissorgue |

|                        |           |  |
| Munetsi 17’ Daramy 84’ | Marcatori |  |

| Arbitro: | Angoula |

|  |           |                |
|  | Marcatori | 69’ Mikautadze |

| Arbitro: | Batta |

|                        |           |                             |
| Aboukhlal 7’ Magri 13’ | Marcatori | 33’ (rig.) Kyei 90+5’ Ogier |

| Arbitro: | Léonard |

|  |           |           |
|  | Marcatori | 49’ Simon |

| Arbitro: | Vernice |

|                   |           |              |
| Alioui 4’ Bayo 7’ | Marcatori | 45+2’ Konaté |

| Clermont-Ferrand 30 settembre 2023, ore 17:00 CEST 7ª giornata | Clermont Foot | 0 – 0 referto | Paris Saint-Germain | Stadio Gabriel Montpied (10 586 spett.)\| Arbitro: \| Bollengier \| |
| Arbitro:                                                       | Bollengier    |               |                     |                                                                     |

| Arbitro: | Batta |

|                     |           |             |
| Savanier 87’ (rig.) | Marcatori | 7’ Gonalons |

| Arbitro: | Delajod |

|                  |           |                     |
| Ogier 52’ (aut.) | Marcatori | 10’ Cham 35’ Magnin |

| Arbitro: | Pignard |

|  |           |              |
|  | Marcatori | 74’ Boudaoui |

| Strasburgo 5 novembre 2023, ore 15:00 CET 11ª giornata | Strasburgo | 0 – 0 referto | Clermont Foot | Stade de la Meinau\| Arbitro: \| Stinat \| |
| Arbitro:                                               | Stinat     |               |               |                                            |

| Arbitro: | Lissorgue |

|                      |           |  |
| Nicholson 69’ (rig.) | Marcatori |  |

| Arbitro: | Millot |

|  |           |                                 |
|  | Marcatori | 11’ Wahi 50’ Thomasson 82’ Saïd |

| Arbitro: | Bollengier |

|                                               |           |  |
| Del Castillo 20’ (rig.), 51’ Pereira Lage 34’ | Marcatori |  |

| Clermont-Ferrand 10 dicembre 2023, ore 15:00 CET 15ª giornata | Clermont Foot | 0 – 0 referto | Lilla | Stadio Gabriel Montpied\| Arbitro: \| Batta \| |
| Arbitro:                                                      | Batta         |               |       |                                                |

| Arbitro: | Angoula |

|                       |           |               |
| Murillo 26’ Harit 42’ | Marcatori | 58’ Allevinah |

| Arbitro: | Wattellier |

|              |           |                                              |
| Nicholson 3’ | Marcatori | 52’ Kalimuendo 88’ D. Doué 90+6’ (rig.) Blas |

#### Girone di ritorno
| Arbitro: | Lissorgue |

|            |           |                             |
| Mollet 47’ | Marcatori | 29’ Nicholson 89’ Allevinah |

| Arbitro: | Millot |

|               |           |               |
| Nicholson 52’ | Marcatori | 34’ Sahi Dion |

| Arbitro: | Dechepy |

|                                       |           |  |
| David 10’, 38’ André 24’ Zhegrova 40’ | Marcatori |  |

| Arbitro: | Frappart |

|          |           |                |
| Kyei 69’ | Marcatori | 50’ Lees-Melou |

| Arbitro: | Lissorgue |

|                            |           |             |
| Omari 31’ Terrier 58’, 64’ | Marcatori | 62’ Matsima |

| Nizza 25 febbraio 2024, ore 15:00 CET 23ª giornata | Nizza   | 0 – 0 referto | Clermont Foot | Allianz Riviera\| Arbitro: \| El Hadj \| |
| Arbitro:                                           | El Hadj |               |               |                                          |

| Arbitro: | Léonard |

|              |           |                                                                        |
| Boutobba 53’ | Marcatori | 23’ Ndiaye 59’ Aubameyang 67’ Clauss 80’ Luiz Henrique 90+1’ Moumbagna |

| Arbitro: | Batta |

|                       |           |  |
| Mikautadze 33’ (rig.) | Marcatori |  |

| Arbitro: | Bollengier |

|                        |           |               |
| Cham 12’, 45+3’ (rig.) | Marcatori | 45+1’ A. Ayew |

| Arbitro: | Gaillouste |

|  |           |                                    |
|  | Marcatori | 8’ (rig.), 79’ Sierro 73’ Dallinga |

| Arbitro: | Angoula |

|           |           |           |
| Ramos 85’ | Marcatori | 32’ Keïta |

| Arbitro: | Léonard |

|            |           |                  |
| Cham 45+4’ | Marcatori | 56’ T. Coulibaly |

| Arbitro: | Bastien |

|                  |           |  |
| Sotoca 3’ (rig.) | Marcatori |  |

| Arbitro: | Batta |

|                                              |           |              |
| Cham 31’ (rig.), 56’ (rig.) Rashani 79’, 90’ | Marcatori | 33’ Nakamura |

| Arbitro: | El Hadj |

|                                             |           |          |
| Minamino 16’ Embolo 37’ Ben Yedder 57’, 87’ | Marcatori | 34’ Cham |

| Arbitro: | Gaillouste |

|  |           |             |
|  | Marcatori | 53’ Mangala |

| Arbitro: | Turpin |

|                                                          |           |  |
| Abergel 38’ Bamba 42’ (rig.) Bouanani 54’ Dieng 63’, 90’ | Marcatori |  |

### Coppa di Francia
| Arbitro: | Pignard |

|                          |                      |                                |
| S. Sané 21’              | Marcatori            | 48’ Allevinah                  |
| Asoro Diallo Colin Kouao | Tiri di rigore 1 – 3 | Allevinah Ogier Borges Zeffane |

| Arbitro: | Vernice |

|             |           |                                |
| Zeffane 88’ | Marcatori | 32’ Sylla 48’ Diarra 60’ Bakwa |

## Statistiche

### Statistiche di squadra
| Competizione     | Punti | In casa | In casa | In casa | In casa | In casa | In casa | In trasferta | In trasferta | In trasferta | In trasferta | In trasferta | In trasferta | Totale | Totale | Totale | Totale | Totale | Totale | DR  |
| Competizione     | Punti | G       | V       | N       | P       | Gf      | Gs      | G            | V            | N            | P            | Gf           | Gs           | G      | V      | N      | P      | Gf     | Gs     | DR  |
| ---------------- | ----- | ------- | ------- | ------- | ------- | ------- | ------- | ------------ | ------------ | ------------ | ------------ | ------------ | ------------ | ------ | ------ | ------ | ------ | ------ | ------ | --- |
| Ligue 1          | 25    | 17      | 3       | 5       | 9       | 14      | 27      | 17           | 2            | 5            | 10           | 12           | 33           | 34     | 5      | 10     | 19     | 26     | 60     | -34 |
| Coppa di Francia | -     | 1       | 0       | 0       | 1       | 1       | 3       | 1            | 0            | 1            | 0            | 1            | 1            | 2      | 0      | 1      | 1      | 2      | 4      | -2  |
| Totale           | -     | 18      | 3       | 5       | 10      | 15      | 30      | 18           | 2            | 6            | 10           | 13           | 34           | 34     | 5      | 11     | 20     | 28     | 64     | -36 |

### Andamento in campionato
| Giornata  | 1  | 2  | 3  | 4  | 5  | 6  | 7  | 8  | 9  | 10 | 11 | 12 | 13 | 14 | 15 | 16 | 17 | 18 | 19 | 20 | 21 | 22 | 23 | 24 | 25 | 26 | 27 | 28 | 29 | 30 | 31 | 32 | 33 | 34 |
| --------- | -- | -- | -- | -- | -- | -- | -- | -- | -- | -- | -- | -- | -- | -- | -- | -- | -- | -- | -- | -- | -- | -- | -- | -- | -- | -- | -- | -- | -- | -- | -- | -- | -- | -- |
| Luogo     | C  | T  | C  | T  | C  | T  | C  | T  | T  | C  | T  | C  | C  | T  | C  | T  | C  | T  | C  | T  | C  | T  | T  | C  | T  | C  | C  | T  | C  | T  | C  | T  | C  | T  |
| Risultato | P  | P  | P  | N  | P  | P  | N  | N  | V  | P  | N  | V  | P  | P  | N  | P  | P  | B  | N  | P  | N  | P  | N  | P  | P  | V  | P  | N  | N  | P  | V  | P  | P  | P  |
| Posizione | 17 | 18 | 18 | 16 | 17 | 18 | 17 | 17 | 17 | 17 | 17 | 17 | 17 | 17 | 17 | 18 | 18 | 17 | 17 | 18 | 18 | 18 | 18 | 18 | 18 | 18 | 18 | 18 | 18 | 18 | 18 | 18 | 18 | 18 |

Legenda:

Luogo: C = Casa; T = Trasferta. Risultato: V = Vittoria; N = Pareggio; P = Sconfitta.